# ۱۰۷۰ (قمری)
۱۰۷۰ (قمری)، هزار و هفتادمین سال در گاهشماری هجری قمری است. اول محرم این سال برابر با هجدهم سپتامبر سال ۱۶۵۹ میلادی است.